# Benkő Jenő
Benkő Jenő (1917-ig Kracsinger Jenő) (Nagykikinda, 1899. június 26. – Budapest, 1982. december 15.) vegyész, aranydiplomás közgazda, újságíró, szerkesztő.

## Munkássága
Egyetemi tanulmányok: József Műegyetem, Királyi Magyar Tudományegyetem Közgazdaságtudományi Kara. Az atommagmodellel kapcsolatos korai elméletéről (1919) a Dániában élő Hevesy György is elismerően nyilatkozott . A harmincas években az Ujság, a Magyar Lapok és a Hangya újságírója, a Harang szerkesztője. A második világháború idején és azt követően az MTI külpolitikai rovatának munkatársa. Az ötvenes évek elejének nagy racionalizálási hullámát követően évekig állástalan, majd az Akadémiai Kiadó külső, később felelős szerkesztője. Eközben elméleti kémiai kutatásokat folytatott, amelyeknek eredményeit a Magyar Kémiai Folyóirat és az Acta Chimica tette közzé.

## Családja, élete
Anyja (Benkő Anna, 1864–1944) családi nevét vette fel 1917-ben. Apja Kracsinger Jenő (1862–1922), a nagykikindai kir. adóhivatal vezetője.  Nagyapja árkosi Benkő Lázár (1814–1886) Kraszna-megyei táblabíró, alispán. Dédapja Benkő Zsigmond (Lukafalva, 1762–1819), a székelyudvarhelyi ref. kollégium teológiatanára. – Házastársa: Pap Ilona (1900–1992), gyermeke: Benkő Lázár (1940–) fizikus.

## Publikációi

### Könyv
- Góczán Ferenc, Benkő Jenő: A magyarországi pannonkori képződmények kutatásai, Akadémiai Kiadó, Budapest, 1971.

### Tudományos közlemények
- Összefüggések az anyagok fizikai állandói között. Magyar Kémiai Folyóirat, 1955, 258. old.
- Neue Beziehungen zwischen den physikalischen Konstanten organischer Verbindungen. Acta Chimica, 1959, 354. old.
- Das spezifische Gewicht als Funktion der Nukleonenzahl. Acta Chimica, 1961, 149. old.
- Zusammenhang des Molvolumens und des kritischen Drucks mit der Atomzahl. Acta Chimica, 1962, 217. old.
- Berechnung physikalischen Konstanten von Verbindungen aus der Massen- und Ordnungszahl, Acta Chimica, 1963, 147. old.
- Empirische Zusammenhänge zwischen der Atomstruktur und einigen physikalischen Konstanten der Elemente, Acta Chimica, 1964, 401. old.

### Újságcikkek
- Mit hoz 1934? Ujság, 1933. dec. 31.
- Das Horoskop von Petőfi. Astrologische Rundschau, Leipzig, 1933, 79. old.
- Mikor született Kőrösi Csoma Sándor? Ujság, 1934. ápr. 29.
- Televízió és plasztikus film. Magyar Nyelvőr, 1953, 353. old.